# Église Saint-Éloi des Ventes
Pour les articles homonymes, voir Église Saint-Éloi.
L'église Saint-Éloi est une église du XVIe siècle située dans la commune française des Ventes, dans le département de l'Eure. Elle tire son nom de saint Éloi, patron des ferronniers et des bûcherons.

## Historique

### Au Moyen Âge
Les Ventes comme l'église Saint-Éloi sont sous le double patronage ecclésiastique des abbesses de Maubuisson à proximité de Pontoise et des abbesses de Saint-Taurin d'Évreux.
On connaît le passé médiéval des Ventes et de l'église Saint-Eloi grâce au colloque de la Société libre de l'Eure qui s'est tenu en 2019 aux Ventes.
Elle fut durant tout le Moyen Âge un important point de passage sur la route de Saint-Jacques-de-Compostelle à Évreux.

### À l'époque moderne et contemporaine
L'époque moderne a laissé beaucoup de traces épigraphiques, c'est-à-dire des traces gravées dans des pierres témoignant de la vie des habitants, la plupart des XVIe et XVIIe siècles témoignant de la vie rurale, où les hommes se représentent avec des volailles.
Elle fait partie au XXe siècle de la paroisse catholique du diocèse d'Évreux Notre-Dame du Grand Sud.

## Architecture
Elle est considérée comme un joyau de l'art gothique normand par la Société libre de l'Eure ; ses fondations datent des XIIe et XIIIe siècles. Elle est restaurée entre 2017 et 2020.